# XADO Motorsport

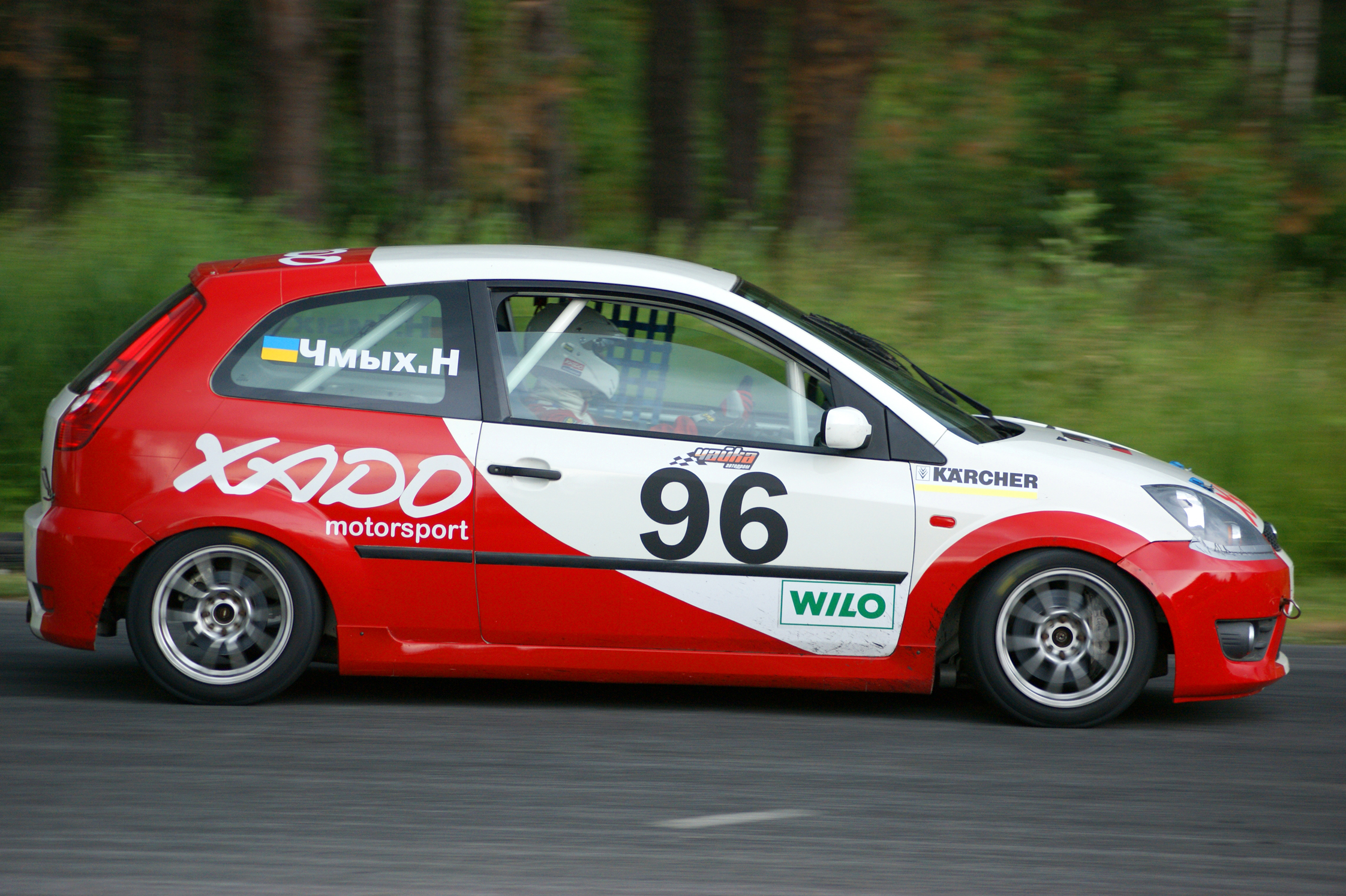
Авто для кільцевих перегонів команди XADO Motorsport

XADO Motorsport (укр. ХАДО Моторспорт) — автомобільна гоночна команда, учасник чемпіонату України з ралі. Чемпіон України з кільцевих автоперегонів 2009 року, Чемпіон України по ралі 2010 року. База — м. Харків, Україна.

## Історія
Команда була заснована в 2002 році. На той час це була перша професійна харківська команда з автокросу. Пілоти команди, Микола Чмих (мол.) і Станіслав Бєсєдін, вже мали досвід гонщиків. Багаторазові чемпіони та призери України з автокросу 2004—2007 років. З 2007 року команда змінила власника, одержала назву XADO Motorsport і заявила про свою участь у Чемпіонаті України з шосейно-кільцевих перегонів.

### Сезон 2008

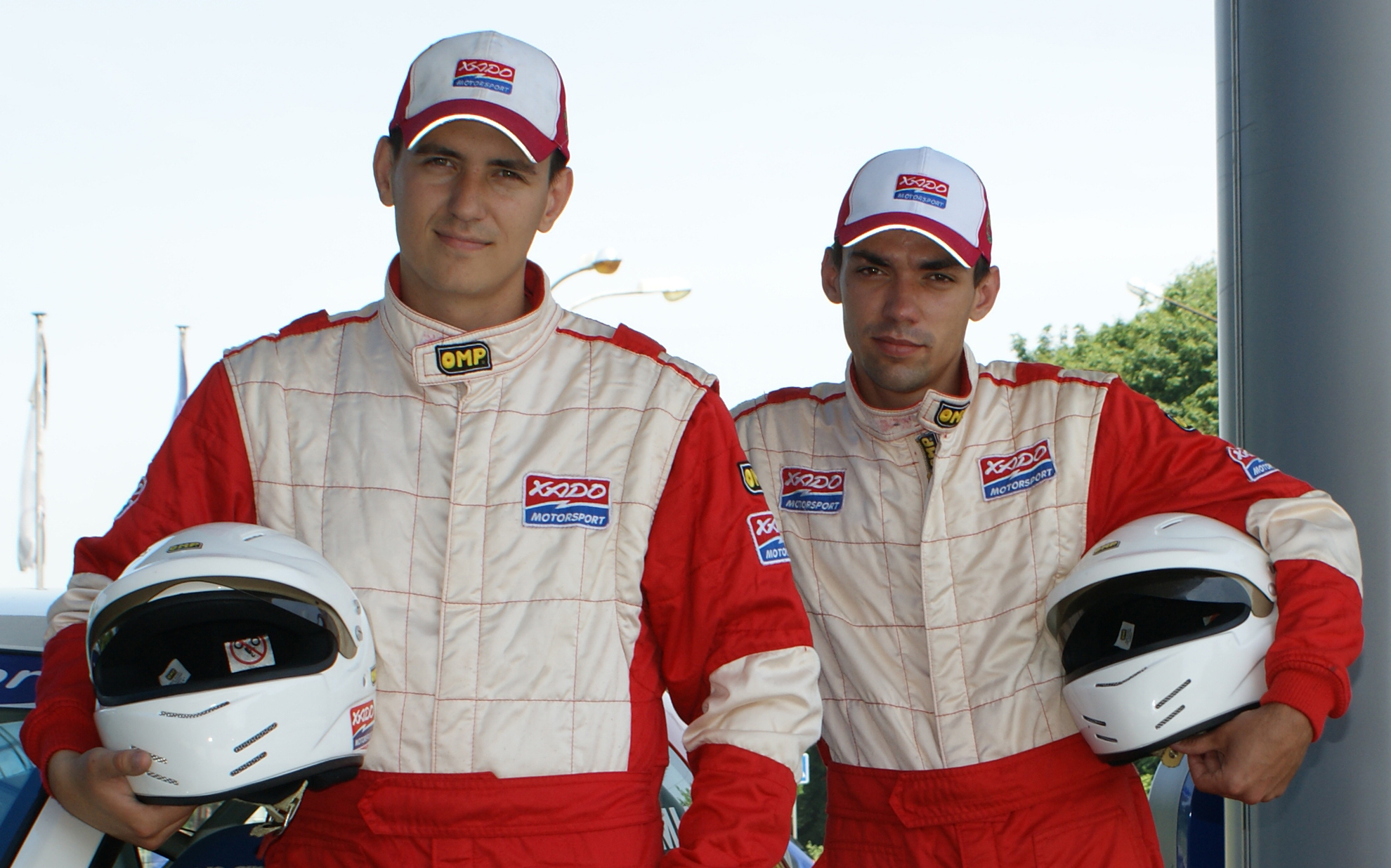
Микола Чмих та Станіслав Бєсєдін, пілоти команди XADO Motorsport

15 квітня перша харківська команда з шосейно-кільцевих перегонів XADO Motorsport була презентована вболівальникам і журналістам. У 2008 році пілоти вперше взяли участь в шосейно-кільцевих перегонах і дебют вийшов успішним. На автомобілі ВАЗ-2108 Микола Чмих зумів виграти три етапи чемпіонату. За результатами сезону 2008 XADO Motorsport стала бронзовим призером у командному заліку, а її пілоти завоювали срібні й бронзові медалі в особистих заліках. Крім того в тому ж 2008 році XADO Motorsport взяла участь у Чемпіонаті України з гірських перегонів, у якому стала найкращою. Серед інших досягнень цього року — перемога Миколи Чмиха в одному з етапів Національної російської гоночної серії АвтоВАЗа «Кубок LADA».

### Сезон 2009
За результатами Чемпіонату України 2009 з шосейно-кільцевих перегонів харківський колектив став Чемпіоном України в командному заліку. При цьому пілот Станіслав Бєсєдін став Чемпіоном України. А інший автогонщик, Микола Чмих, уже в другий раз завоював віце-чемпіонський титул у своєму класі. Однак це не єдина вагома перемога XADO Motorsport в 2009 році. Крім участі в декількох кубках з шосейно-кільцевих перегонів команда виступила й на знаменитому «Ралі Ялта», де Микола Чмих переміг у класі У11.

### Сезон 2010
Сезон 2010 року став для команди XADO Motorsport дебютним у Чемпіонаті України з ралі. Уже з перших етапів вона заявила претензії на найвищі місця на подіумі. Екіпаж Чмих/Вільчинський виграв Чемпіонат України в класі У10, а екіпаж Бєсєдін/Донськой забрав чемпіонські титули в класі У9. Так само впевнено займав місця на подіумах топ-класу N4 Антон Кузьменко. Команда XADO Motorsport до останнього етапу боролася за Чемпіонський титул у командному заліку, і лише небагато поступившись лідерам ралійного чемпіонату, посіла друге місце. Але хадовці компенсували цей недолік, ставши власниками Кубка України з ралі в командному заліку.

### Сезон 2011
У 2011 році в команді XADO Motorsport відбулися деякі зміни зі складом. Замість екіпажу О. Кузменка бій за титули вів Сергій Костюков. Також оновився і технічний парк команди: М. Чмих змагався у класі N4 на новій Subaru  Impreza; С. Бєсєдін пересів на машину спеціально підготовлену під клас У10; його ж стара ВАЗ-2108 перейшла С. Костюкову. Гонщикам довелося довго звикати до нової техніки, тому перших вагомих результатів вдалося досягти тільки в середині сезону. Та все ж до кінця року команда стала володарем Кубка України.

### Сезон 2012
Микола Чмих зайняв друге місце в абсолютному заліку Чемпіонату України 2012 року. Його штурман Олександр Вільчинський став третім в аналогічному заліку серед штурманів. У своєму класі і М. Чмих, і О. Вільчинський стали срібними призерами.
Станіслав Бєсєдін та Олександр Донской, які виступали в 5-му класі, за підсумками року у своєму класі стали: четвертим серед перших пілотів та третім серед штурманів, відповідно.
Екіпаж Сергія Костюкова та Андрія Борового у класі У1400 завоювали друге місце в класі.

### Сезон 2013
Офіційні результати за підсумками року ФАУ так і не оголосила. За підсумками гонок XADO Motorsport в командному заліку стали Чемпіонами України з ралі 2013, переможцями Кубка Приазов’я та Кубка Криму з ралі.

## Результати
- Бронзовий призер Чемпіонату України з шосейно-кільцевих перегонів 2008 року.
- Чемпіон України з гірських перегонів 2008 року.
- Чемпіон України з шосейно-кільцевих перегонів 2009 року.
- Володар Кубка України з ралі 2010 року.
- Віце-чемпіон України з ралі 2010 року.
- Володар Кубка України з ралі 2011 року.
- Чемпіон України з ралі 2013 року, володар Кубка Приазов’я з ралі, володар Кубка Криму з ралі.

## Склад команди
Чмих Микола (старший)— технічний директор команди, майстер спорту, дворазовий чемпіон України з шосейно-кільцевих перегонів.
Бєсєдін Олексій — комерційний директор команди, кандидат у майстри спорту, чемпіон України з автокросу, голова АК «Харків».
Чмих Микола (молодший) — гонщик, майстер спорту, чемпіон України з ралі, власник Кубка України по ралі, дворазовий срібний призер Чемпіонату України з шосейно-кільцевих перегонів, власник Кубка України із зимових трекових перегонів, трикратний чемпіон України з автокросу.
Вільчинський Олександр — штурман, майстер спорту, чемпіон України з ралі, власник Кубка України по ралі.
Бєсєдін Станіслав — гонщик, майстер спорту, чемпіон України з ралі, чемпіон України з шосейно-кільцевих перегонів, власник Кубка України з шосейно-кільцевих перегонів, бронзовий призер Чемпіонату України з гірських перегонів, срібний призер Чемпіонату України з автокросу.
Донськой Олександр — штурман, майстер спорту, чемпіон України з ралі.
Сергій Костюков — гонщик, майстер спорту.

## Власник
- Компанія XADO